# Bradyporus dasypus
Bradyporus dasypus is een rechtvleugelig insect uit de familie van de sabelsprinkhanen (Tettigoniidae). De wetenschappelijke naam van deze soort is voor het eerst voorgesteld als Locusta dasypus door Johann Karl Wilhelm Illiger in een publicatie uit 1800.
Deze soort komt voor in Zuid-Moldavië, het uiterste zuidwesten van Oekraïne, Zuidoost-Roemenië, Bulgarije (met uitzondering van het noordwesten), Noord-Macedonië, het uiterste zuidoosten van Servië, Oost-Albanië, Griekenland (met uitzondering van het zuidwesten) en Europees Turkije. De soort is uitgestorven in Hongarije en in het grensgebied van Roemenië en Moldavië. De soort is mogelijk uitgestorven in Oost-Montenegro, Zuidoost-Bosnië en Herzegovina en in een groot deel van Zuid-Servië.